# Benghazi al-Jadida
Pour les articles homonymes, voir Benghazi (homonymie).
Ne pas confondre avec la ville marocaine d'El Jadida.
Benghazi al-Jadida, traduit par les appellations de New Benghazi ou Nouvelle-Bengahzi est une localité libyenne, ayant le statut de « congrès populaire de base (en) » en arabe : مؤتمر Mu'tamar shaʿbi asāsi ; شعبي أساسي. Il s'agit d'une subdivision de la ville de Benghazi, se trouvant à l'est du port de la ville et à l'ouest d'Al-Hawari (en). Le quartier est pratiquement inhabité.

## Histoire
Ce quartier de ville est né d'un projet d'urbanisation lancé sous l'ère Kadhafi. Sa conception et les travaux de sa construction ont été confiés à une entreprise chinoise, la China State Construction Engineering, projet financé par le régime libyen.
Toutefois, La construction de ce nouveau quartier de ville se sont brutalement arrêtés après trois ans de travaux, lorsqu'a éclaté le soulèvement de Benghazi, qui allait mener à la chute du régime du colonel Kadhafi. Les 11 000 ouvriers chinois qu'employait le chantier sont rentrés en Chine en février 2011, laissant derrière eux une véritable ville fantôme. Quelque cinq-cents ouvriers libyens œuvraient également sur le chantier.

## Projet
Le quartier devait pouvoir accueillir 150 000 habitants dans environ deux-cents immeubles de quatre étages, totalisant quelque 20 000 appartements. Dans un contexte verdoyant, les équipements publics devaient comprendre des écoles, des hôpitaux, des terrains de football et de basket-ball, et huit mosquées.